# Acrolophidae
Acrolophidae (Burrowing webworm moths) là một họ bướm đêm thuộc bộ Lepidoptera. Có khoảng 300 loài thuộc họ này, chủ yếu sống ở Tân Thế giới.

## Các chi
- Acrolophus
- Amydria
- Drastea
- Exoncotis
- Ptilopsaltis